# كلية الطب البيطري (جامعة الملك فيصل)
كلية الطب البيطري بجامعة الملك فيصل هي كلية تهتم بدراسة مجال الطب البيطري في جامعة الملك فيصل في محافظة الأحساء في المنطقة الشرقية في دولة السعودية.

## التاريخ
تأسست كلية الطب البيطري بجامعة الملك فيصل في عام 1975 (1395 هـ).

## الأقسام
تشمل كلية الطب البيطري العديد من الأقسام مثل قسم التشريح، وقسم الأحياء الدقيقة، وقسم الصحة العامة، وقسم العلوم الطبية الحيوية، وقسم الأمراض، وقسم العلوم الإكلينكية.

### قسم الأحياء الدقيقة
تأسس قسم الأحياء الدقيقة والمناعة مع تأسيس كلية الطب البيطرى بجامعة الملك فيصل، ويضم القسم شعب الفيروسات، والبكتيريا، والطفيليات، والمناعة، ويدرس في القسم مواد فيروسات عام، وفيروسات بيطرية، وبكتيريا عام، وبكتيريا بيطرية، وطفيليات ديدان، واوليات، وحشرات لمرحلة البكالوريوس، ويدرس خلال مرحلة الدراسات العليا ماجستير الأحياء الدقيقة، والمناعة، وماجستير الطفيليات، ودبلوم الأحياء الدقيقة، والمناعة، ودبلوم الطفيليات البيطرية.

### قسم العلوم الطبية الحيوية
تأسس قسم الأحياء الدقيقة والمناعة مع تأسيس كلية الطب البيطرى بجامعة الملك فيصل، ويضم القسم ثلاث شعب وهي وظائف الأعضاء، الكيمياء الحيوية، الأقربازين. ويدرس في القسم مقررات مثل وظائف الأعضاء، والكيمياء الحيوية، والاقربازين لطلاب مرحلة البكالوريوس، ومقرر ماجستير الادوية لطلاب الدراسات العليا.